# 济南大学
济南大学（英語：University of Jinan），简称济大，位于山东省会济南市，是山东省人民政府和中华人民共和国教育部共建高校，山东省重点建设大学，入选教育部“卓越工程师教育培养计划”、“111计划”，首批“全国深化创新创业教育改革示范高校”、国家级工程实践教育中心共建高校，是山东特色名校工程首批应用型特色名校高校之一，入选山东省高水平大学建设项目“冲一流”高校。拥有学士、硕士、博士学位授予权和硕士研究生免试推荐权，面向全国招生。

## 历史
山东建筑材料工业学院
- 1942年，山东省立建国学校胶东分校
- 1948年，山东省立建国学校（胶东分校）改建为胶东建设学校
- 1948年，华东财办工矿部博山工业干部学校
- 1950年，华东工业部山东工业干部学校
- 1951年，华东工业部山东中等工业技术学校
- 1952年，山东省博山工业技术学校
- 1953年，重工业部博山建筑材料工业学校
- 1956年，建筑材料工业部淄博建筑材料工业学校
- 1958年，建筑工程部淄博建筑材料工业学校
- 1971年，山东淄博建筑材料机械厂建筑材料工业学校
- 1977年，山东省建筑材料工业学校
- 1978年，山东建筑材料工业学院
- 1987年，山东建筑材料工业学院校本部由淄博市迁至济南市

济南联合大学
- 1978年，济南师范专科学校
- 1983年，济南职业大学
- 1989年，济南联合大学

济南大学
- 2000年，原山东建筑材料工业学院和原济南联合大学合并称济南大学。[3]
- 2014年，济南大学晋升为省部共建大学[4]

## 学校现状

### 院系设置
济南大学目前设有以下学院：
- 文学院
- 数学科学学院
- 物理科学与技术学院
- 商学院
- 外国语学院
- 政法学院
- 马克思主义学院
- 材料科学与工程学院
- 化学化工学院
- 机械工程学院(工训中心)
- 土木建筑学院
- 自动化与电气工程学院
- 信息科学与工程学院
- 水利与环境学院
- 体育学院
- 美术学院
- 设计学院
- 音乐学院
- 文化和旅游学院
- 教育与心理科学学院
- 生物科学与技术学院
- 标准化产业学院
- 继续教育学院
- 国际教育交流学院
- 应急安全学院
- 创业学院

### 师资队伍
- 国家级教学团队：工业分析教学团队
- 山东省级优秀教学团队：中国古代文学教学团队、公共心理学课程教学团队、无机非金属材料工艺课程教学团队、工业分析教学团队、水力学课程教学团队、高等数学教学团队
- 中国工程院院士：谢立信、于金明、Surendra P. Shah（中美印三国院士）
- 国家百千万人才工程：韩金祥
- 国家万人计划：魏琴
- 教育部新世纪优秀人才支撑计划：杨波、常钧、曹丙强、郑中
- 教育部教学指导委员（分）会委员：程新、杨波、杜斌、蔡先金、魏琴、张守凤、郑中
- 泰山学者攀登计划：程新、于金明
- 泰山学者（海外特聘专家）教授：程新、于金明、杨萍、曹丙强、张以河、孔祥正、郑中、李村成、徐锡金、张福仁、种兆忠、常晓天、史伟云、李文保、宋现让、贾瑞宝、马义兵、魏琴
- 国家级教学名师：魏琴
- 全国优秀教师：魏琴、程新、杨波、苏永道、张书香、刘迎春
- 山东省教学名师：王少清、魏琴、芦令超、昃向博、于衍真、佟月华、王琦、崔文
- 山东省优秀教师：杨波、苏永道、张书香、刘海燕、张法科、陈岱云

### 学科建设
博士学科
- 截至2018年3月，拥有2个博士后科研流动站、5个博士学位授权一级学科、36个二级学科博士学位授权点。
- 一级博士点：材料科学与工程、化学工程与技术、临床医学、化学、水利工程

硕士学科
- 截至2018年3月，25个硕士学位授权一级学科、167个二级学科硕士学位授权点，12个硕士专业学位培养类别。
- 学术型硕士：材料科学与工程、化学工程与技术、计算机科学与技术、基础医学、管理科学与工程、应用经济学、社会学、中国语言文学、物理学、化学、机械工程、控制科学与工程、土木工程、水利工程、环境科学与工程、临床医学、公共卫生与预防医学、药学、工商管理、软件工程、马克思主义理论、心理学、数学、生物学、信息与通信工程、设计学
- 专业型硕士：材料工程、材料加工、化学工程、控制工程、计算机技术、机械工程、软件工程、建筑与土木工程、物流工程、生物工程、环境工程、水利工程、项目管理、翻译硕士、临床医学、公共管理硕士、艺术硕士、教育硕士、金融、法律、体育、汉语国际教育、新闻与传播、出版、会计

国家级重点学科
- 应用化学，1992年被原国家建材总局确定为部级重点建设学科。

山东省一流学科
- 材料科学、化学、临床医学、工程学

教育部卓越工程师教育培养计划专业
- 机械制造及自动化专业、计算机科学与工程专业、材料科学与工程专业、高分子材料与工程专业、化学工程与工艺专业、水文与水资源工程专业

山东省省级重点学科
- 材料学、应用化学、计算机应用技术、眼科学、机械制造及自动化、国民经济学、管理科学与工程、控制理论与控制工程、肿瘤学、水文学及水资源、中国古代文学、社会学、微生物与生化药学

山东省级重点文艺学科
- 音乐学、文化产业管理学

国家级特色专业
- 机械制造及自动化专业、应用化学专业、计算机科学与工程专业、材料科学与工程专业

山东省省级特色专业
- 社会工作专业、高分子科学与工程专业、机械工程及自动化专业、应用化学专业、材料科学与工程专业、环境工程专业、给排水科学与工程专业、应用心理学专业、计算机科学与技术专业、汉语言文学专业

山东省省级品牌专业
- 给排水科学与工程专业、材料科学与工程专业、自动化专业

国家级双语教学示范课
- 《西方经济学》、《健康心理学》

国家级精品视频公开课
- 《化学与人类健康》

国家级精品资源共享课
- 《工业分析》、《水力学》

国家级精品课程
- 《C语言程序设计》、《工业分析》、《分离科学》、《水力学》、《无机非金属材料工艺学》

### 学术研究
学术期刊
- 《中国粉体技术》为中国科技核心期刊、全国中文核心期刊，为中国高校优秀科技期刊。已被国内外多家检索机构和数据库收录。山东省优秀期刊，《中国学术期刊（光盘版）检索与评价数据库规范》执行优秀奖。
- 《中华肿瘤防治杂志》被国家新闻出版署列为“中国期刊方阵（双效期刊）”，为中华预防医学会系列杂志优秀期刊。系中国生物医学核心期刊、中国科技核心期刊、中国国家科技部中国科技论文统计源期刊、美国《化学文摘》（CA）来源期刊、俄罗斯“ABSTRACT JOURNALS”来源期刊和波兰《哥白尼索引》（IC）来源期刊。由《中国期刊网》、《中国学术期刊（光盘版）》全文收录，被《中国学术期刊综合评价数据库》全文收录，被中国国家“九五”重点攻关项目“万方数据网”、“中文生物医学期刊文献数据库”、“中国生物医学文献数据库”全文收录。
- 《济南大学学报（自然科学版）》是由山东省教育厅主管、济南大学主办的自然科学综合性季刊。2008、2011版全国中文核心期刊；2009—2012年中国核心学术期刊（RCCSE）；2007—2012年中国科技核心期刊（CSTPCD）；2006、2010、2012年中国高校优秀科技期刊奖；2004、2009年中国高校科技期刊优秀编辑出版质量奖；2011年山东省优秀期刊；2012年华东地区优秀期刊。

学术会议
- 学校积极组织要求国内外专家学者来校讲学和举办多次国际国内大型学术会议；依托学校重点学科（学会团体）、实验室（基地）等机构形成了品牌国际交流会议。

| 会议名称                     | 依托机构                                           | 时间 |
| ---------------------------- | -------------------------------------------------- | ---- |
| 区域经济与可持续发展国际会议 | 济南大学、济南大学经济学院、山东省城市发展研究基地 | 2008 |
| 人力资源与开发国际会议       | 济南大学管理学院、济南大学人力资源与战略管理研究所 | 2008 |
| 经济发展与工程管理国际会议   | 济南大学、管理学院、M&D Forum （澳大利亚）         | 2010 |
| 国际软实力研讨会             | 济南大学、管理学院、济南大学软实力研究中心         | 2011 |
| 先进材料国际会议             | 济南大学、济南大学材料学院                         | 2011 |
| 能源环境与发展学术会议       | 济南大学、济南大学经济学院、山东省城市发展研究基地 | 2011 |
| 中国公司金融论坛             | 济南大学、济南大学公司金融研究中心                 | 2012 |

## 知名人物
- 宋健：中国工程院院长（1998年-2002年），全国政协副主席。
- 阎晓峰：国务院国有资产监督管理委员会外事局局长。毕业于山东建筑材料工业学院建材工业自动化专业。
- 李谠：李鸿章重孙女。中国通用技术（集团）控股有限责任公司董事、总经理，中国民主建国会副主席，第十三届全国政协常委。1982年毕业于山东建材学院无机材料系分析化学专业（1978届）。
- 隋同波：中国建筑材料科学研究总院副院长，联合国工业发展组织（UNIDO）材料技术国际促进中心主任，建材行业生产力促进中心主任。同时担任中国硅酸盐学会水泥分会秘书长，中国材料学会青年委员会副主任委员，北京硅酸盐学会副主任委员，国家建材工业科教委委员，中国水泥标准化技术委员会副主任委员，ASTM-C01水泥技术委员会成员，联合国开发计划署(UNDP)与中国政府南南合作专家委员会委员。
- 李新华：北京玻璃钢研究设计院副院长、院长。兼任中国复合材料学会副理事长，中国硅酸盐学会常务理事，中国硅酸盐学会玻璃钢学会理事长，国家建筑材料工业科技教育委员会副主任委员等职。
- 盖文启：共青团海南省委副书记。
- 吴伟卿：中国胶粘剂工业协会压敏胶专业委员会会长、压敏胶及制品行业标准委员会主任、广东省知识产权保护协会副会长、花都区海豚俱乐部副理事长、花都区科协常务理事，中国化工作家协会会员。
- 唐磊：歌手，济南大学音乐学院副教授。
- 贾晓晨：香港著名电影、电视剧女演员及歌手。